# Girilaya (Cipanas)
Girilaya is een bestuurslaag in het regentschap Lebak van de provincie Banten, Indonesië. Girilaya telt 3328 inwoners (volkstelling 2010).